# Мамиконянц, Лев Гразданович
Лев Гразда́нович Мамиконя́нц (р. 18 марта 1915 — 8 января 2009) — российский учёный-энергетик, доктор технических наук, профессор, заслуженный деятель науки и техники СССР, Лауреат Государственной премии СССР, Почетный академик Академии электротехнических наук России, заместитель председателя Российского Национального комитета СИГРЭ и почетный член СИГРЭ, учёный секретарь ВНИИЭ,  почетный энергетик СССР, участник Великой Отечественной войны.
Крупнейший специалист в области мощных электрических машин и повышения надежности работы энергосистем. 
Автор около 200 публикаций. 
Представлял Россию в международных электроэнергетических организациях. 
Является руководителем школы подготовки кадров во ВНИИЭ.
Автор фундаментальных работ по исследованию процессов в синхронных машинах, определению их характеристик и параметров, по проблемам управления электроэнергетическими системами.
С 1950-х гг. и до 1984 г. участвовал в деятельности СИГРЭ, c 1960 в Административном Совете СИГРЭ, Исполнительном комитете, Техническом комитете СИГРЭ и Исследовательском комитете «Вращающиеся электрические машины». С 1957 г. до 1984 г. являлся Председателем СНК СИГРЭ.
Первый председатель Национального комитета СИГРЭ СССР.
Имеет почетное звание «Distinguished Member» СИГРЭ.

## Биография
- С 1945 — в центральной научно-исследовательской электротехнической лаборатории (ЦНИЭЛ) на правах всесоюзного научно-исследовательского института
- 1954 — 1994 — заместитель директора ВНИИЭ по научной работе
- 1973 — 1990 — главный редактор журнала «Электричество»